# Anna Matecka
Anna Matecka, także Anna Grygorcewicz (ur. 20 czerwca 1973 w Kluczborku) – polska aktorka teatralna i telewizyjna.
W 1998 ukończyła studia na PWST we Wrocławiu. W tym samym roku na XVI Festiwalu Szkół Teatralnych w Łodzi zdobyła wyróżnienie za rolę Kasi w przedstawieniu Igraszki z diabłem Jana Drdy. W 2006 zaczęła współpracę z Radiem dla Ciebie, prowadząc autorski program 9 miesięcy oraz audycję dla dzieci Groszki dla Ciebie.
Żona aktora Łukasza Mateckiego, matka dziecięcego aktora Feliksa Mateckiego.

## Filmografia
- 1998–1999: Życie jak poker – ciężarna rodząca w tramwaju
- 2002: M jak miłość (odc. 71) – koleżanka Izy z pracy
- 2002: Złotopolscy (odc. 450) – Agnieszka, żona Florka
- 2003–2007: Na Wspólnej – 3 role: pielęgniarka, ciężarna, sprzedawczyni
- 2005: Na dobre i na złe (odc. 214–218, 233) – pielęgniarka
- 2005: Pensjonat pod Różą (odc. 36–37) – Sylwia, nowa dziewczyna Witka
- 2006: M jak miłość (odc. 397) – sekretarka w sądzie
- 2006: Mrok (odc. 2) – Misia
- 2007: Klan (odc. 1189, 1190, 1191, 1192, 1205, 1206, 1207, 1208, 1211) – Justyna Rzepik, kobieta dotkliwie wielokrotnie pobita przez swojego męża Zbigniewa, podopieczna Fundacji „Femina”
- 2009: 39 i pół – lekarka
- 2009: Ojciec Mateusz
- 2009: Samo życie (odc. 1217, 1218) – policjantka Kasia aresztująca Anitę Kubiak
- 2010: Usta usta (odc. 25) – nauczycielka i wychowawca Stasia
- 2010: Weekend z tatusiem

## Spektakle teatralne
- 1998: Kartoteka rozrzucona w reż. Kazimierz Kutz – Hela
- 1999–2009: Pinokio – Pinokio
- 2000: Antygona w Teatrze Adekwatnym w reż. Magdy Teresy Wójcik
- 2001: Fircyk w zalotach w Teatrze Adekwatnym, w reż. Joanny Cichoń – Postolina
- Miecz z koralowej głębiny – kilka ról
- Porwanie Królewny Bluetki – Wróżka.